# François IV de La Rochefoucauld
François IV, comte de La Rochefoucauld, comte de Roucy, Prince de Marcillac, et seigneur de Verteuil est né en 1554. Il est le fils de François III de La Rochefoucauld et de sa première épouse Sylvie Pic de la Mirandole. Officier protestant servant Henri de Navarre (futur Henri IV), il lutte contre la Ligue catholique et meurt au combat de Saint-Yrieix-la-Perche le 15 mars 1591.

## Biographie

### Carrière militaire
Seul fils issu de l'union de François III de La Rochefoucauld et de sa première épouse, Sylvie Pic de la Mirandole, François IV échappe au massacre de la Saint-Barthélemy où il voit son père se faire assassiner par les catholiques ; il n'a alors que 18 ans. Le jeune comte refuse la demande du roi Charles IX qui lui enjoint de se rallier à la cause du Duc de Guise, et il décide au contraire de combattre aux côtés des protestants, en mémoire de son père. Il prend dès lors part aux Guerres de Religion, où il est nommé colonel d'infanterie par Henri de Navarre. Il vient en aide à ce dernier et lui fournit 300 cavaliers et 800 hommes d'infanterie à Nérac.
C'est en combattant les ligueurs qu'il meurt au combat de Saint-Yrieix-la-Perche le 15 mars 1591, à l'âge de 37 ans préférant mourir plutôt que fuir le combat.

### Mariage et descendance
Son engagement militaire et politique ne l'empêche pas d'épouser une catholique, Claude d'Estissac dont l'oncle Geoffroy d'Estissac est l'ami de François Rabelais. Elle ne lui donne que deux fils: François V de La Rochefoucauld, comte de La Rochefoucauld (1588-1650) et Benjamin de La Rochefoucauld, comte d'Estissac.